# La Oroya (distrito)
La Oroya é um distrito do peru, departamento de Junín, localizada na província de Yauli.

## Transporte
O distrito de La Oroya é servido pela seguinte rodovia:
- PE-3N, que liga o distrito à Puerto Vado Grande (Fronteira Equador-Peru) no distrito de Ayabaca (Região de Piura)
- PE-3S, que liga o distrito à Ponte Desaguadero (Fronteira Bolívia-Peru) - e a rodovia boliviana Ruta 1 - no distrito de Desaguadero (Região de Puno)
- PE-22, que liga o distrito de Ate (Província de Lima) à cidade
- JU-102, que liga o distrito à cidade de Yauli [2][3][4]